# Cyrkulacja termohalinowa

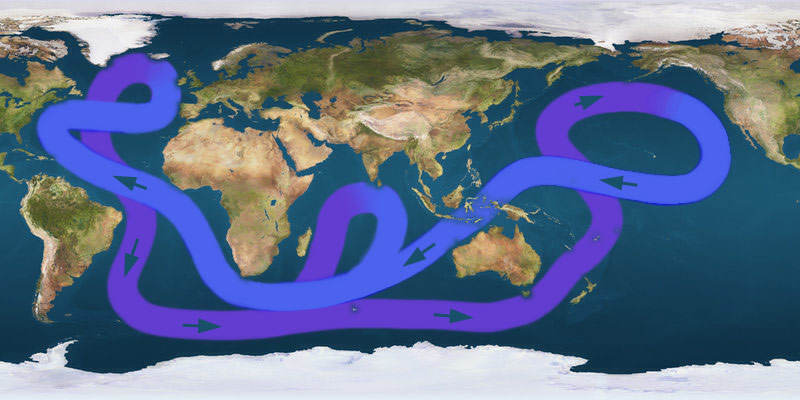

Cyrkulacja termohalinowa, południkowa cyrkulacja wymienna, MOC (od ang. meridional overturning circulation), globalny pas transmisyjny – globalna cyrkulacja wód oceanów spowodowana zmianami gęstości wody morskiej w zależności od zasolenia i temperatury (zob. charakterystyka wód Oceanu Spokojnego, temperatura i zasolenie wód Oceanu Atlantyckiego). Na kierunki prądów oceanicznych wpływają również inne czynniki: ruch obrotowy Ziemi, zjawiska pływowe, globalna cyrkulacja powietrza.
Przymiotnik termohalinowy pochodzi od greckich członów termo-, odnoszącego się do temperatury, i -halin, odnoszącego się do zawartości soli – czynników, które wspólnie określają gęstość wody morskiej.
Cyrkulacja powierzchniowa wywoływana przez wiatr ma składową północną po zachodniej stronie oceanów. Na przykład Prąd Zatokowy (Golfsztrom) płynie od okolic równika do północnego Atlantyku, gdzie w okolicach Labradoru i Grenlandii oziębia się i opada tworząc północnoatlantyckie wody głębinowe (ang. North Atlantic Deep Water, skrót NADW). Potem ten prąd płynie blisko dna oceanu (prądy głębinowe, prądy przydenne) na południe i pojawia się po kilkuset latach w północno-wschodnim Pacyfiku. Zachodzi tu intensywny upwelling, a następnie silnie ogrzane wody powierzchniowe kierują się na zachód (zob. Prąd Północnorównikowy, Prąd Południoworównikowy).
Ta globalna cyrkulacja oceanu jest związana z wymianą energii pomiędzy tropikami i obszarami okołobiegunowymi. Małe zmiany właściwości cyrkulacji termohalinowej mogą powodować duże zmiany klimatu ze względu na dużą pojemność cieplną oceanu. Skale czasowe tych zmian są zróżnicowane (zob. oscylacja północnoatlantycka, oscylacja południowa, El Niño, La Niña); osiągają rząd tysiąca lat. Wody cyrkulacji termohalinowej charakteryzuje się na podstawie ich zasolenia, temperatury, ilości tlenu i innych czynników. Mają one bardzo dobrze określone właściwości fizykochemiczne.

## 2005
W raporcie oceniono, że cyrkulacja MOC osłabła  w drugiej połowie XX wieku. Autorzy zauważyli, że transport na południe na głębokościach od 100–600 m zwiększył się z 13 Sv w 1957 do 23 Sv w 2004, a południowy transport na głębokościach 3-5 km zmniejszył się od 15 Sv do 7 Sv. Transport na północy pozostał bez zmian. W sumie wypadkowy transport ciepła zmniejszył się o 30%. Północny transport ciepła wpływa na umiarkowany klimat w Europie, więc wyniki prac były szeroko komentowane, zwłaszcza w kontekście możliwości całkowitego ustania atlantyckiej MOC. Ta hipoteza została w 1985 zaproponowana przez Wallace Broeckera z Lamont–Doherty Earth Observatory, który zwrócił uwagę na relację pomiędzy zlodowaceniami i oceanicznym pasem transmisyjnym.